# Аргентинская морская префектура
Военно-морская префектура Аргентины (исп. Prefectura Naval Argentina, также Береговая охрана Аргентины, Префектура наваль Аргентина, PNA) — федеральное агентство Министерства безопасности Аргентины, предназначенное для наблюдения за выполнением федерального законодательства и обеспечения безопасности плавания судов в водах открытого моря и во внутренних водоёмах страны. Осуществляет контроль за законной экономической, промысловой и иной деятельностью в морском пограничном пространстве страны. Согласно Конституции Аргентины, вооружённые силы не имеют право вмешиваться во внутренние дела страны, и поэтому, береговая охрана, как и национальная жандармерия, выполняет роль внутренних войск, хотя и активно взаимодействует с Министерством обороны, спецслужбами и полицией Аргентины. Располагает собственным разведывательным управлением.

## История

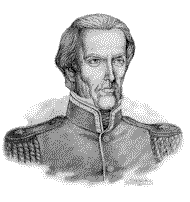
Мартин Хакобо Томпсон — отец-основатель береговой охраны Аргентины

До официальной даты основания структуры — июнь 1810 года, в вице-королевстве Рио-де-Ла-Плата существовала портовая служба Буэнос-Айреса. После начала Майской революции и войны за независимость береговая охрана, уже официально существующая, получила первого командующего — Мартина Хакобо (Джейкоба) Томпсона (исп. Martín Jacobo Thompson). Томпсон, англо-аргентинец, участвовавший в отражении британских вторжений в Рио-де-Ла-Плата в 1806-07 годах, получил должность — Капитан портов (исп. Capitán de Puertos). Кроме него, в береговой охране служили и другие военно-политические деятели страны — Матиас Иригойен, Хосе Матиас Сапиола, Хуан Баутиста Азопардо, Франсиско Эрескано, Антонио Толль-и-Бернадет, Томас Эспора и другие.
Современная Береговая охрана была основана в конце XIX века по инициативе аргентинского сенатора, учёного Мануэля Флоренсио Мантилья. Кроме того, в 1969 в структуре была проведена реорганизация. В 2010, в период президентства Кристины Киршнер, Военно-морская префектура была переведена в состав Министерства внутренней безопасности. Этот процесс был начат ещё в 1984-м, после падения диктатуры «Процесса национальной реорганизации».

## Служба

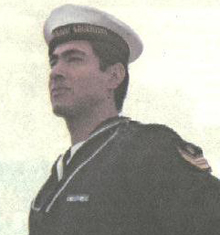
Служащий Береговой охраны Аргентины

Два катера и вертолёт из состава Береговой охраны участвовали в Фолклендской войне 1982, ряд сотрудников служили на кораблях, реквизированных ВМС Аргентины. После успешного окончания операции «Росарио», PNA командировала на Фолкленды 2 патрульных катера типа «Мар-дель-Плата» немецкой постройки — «Ислас Мальвинас» (GC-82) и «Рио Игуасу» (GC-83), где их перекрасили в коричнево-зелёные камуфляжные цвета. 1 мая вблизи острова Кидни вертолёт «Линкс» HAS.2 с фрегата «Элакрити» атаковал GC-82, в результате катер получил тяжёлые повреждения. Находившееся недалеко реквизированное аргентинцами на Фолклендах судно ARA Forrest открыло ответный огонь по вертолёту. «Линкс» получил пробоины в корпусе, двигателе, кокпите и топливном баке.
14 июня 2002 года корабль береговой охраны Аргентины Thompson (GC-26) трижды обстрелял без предупреждения российское рыболовецкое судно «Одоевск». Аргентинцы утверждают, что россияне ловили кальмаров в экономической зоне этой страны.
Кроме охраны границ PNA занимается борьбой с наркотрафиком, спасательными операциями, научной деятельностью.

## Нынешнее состояние

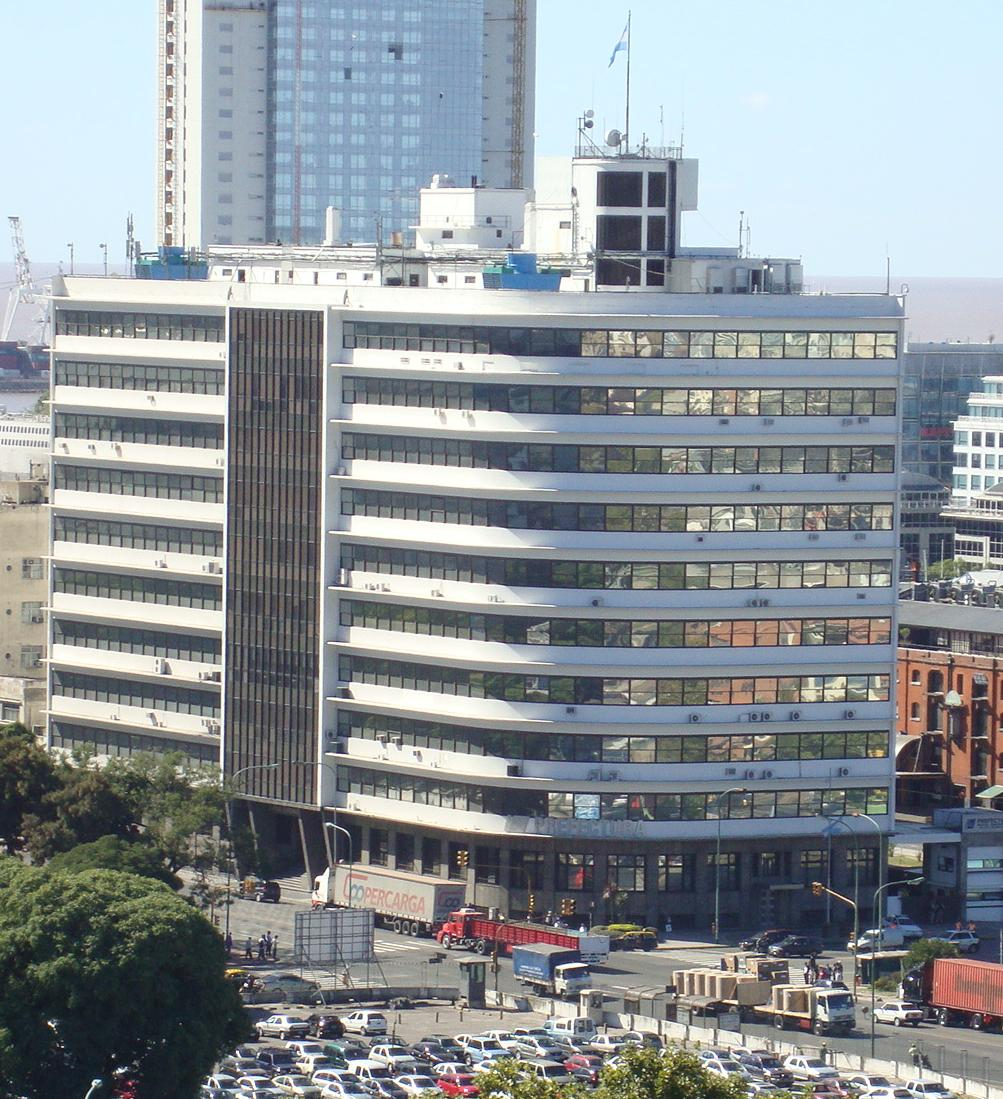
Офис PNA

Управляется департаментом береговой охраны Министерства внутренних дел Аргентины. На 2010 в составе береговой охраны имеется 7 патрульных кораблей, 2 больших и более 100 малых патрульных катеров, 5 самолётов C-212, 6 вертолётов (AS-565MA «Пантер», 2 AS-365 «Дофин», SA-330L «Пума», 2 Schweizer-300C).
Имеет собственное спецподразделение — группу «Альбатрос». Подразделение занимается патрулированием на реках, озёрах, других водоёмах, а также вблизи береговой линии. Её бойцы принимают участие в операциях по освобождению и поиску заложников, а также задержанию преступников.
На вооружении имеется 6 кораблей, 64 катера, 7 самолётов и 11 вертолётов.
Приход гражданского правительства к власти после «Грязной войны» привёл к тому, что с 1980-х и по настоящее время военные и спецслужбы взяты под жёсткий контроль государства. Сократилось финансирование, закупки вооружения приостановлены. Это сказалось не только на вооружённых силах, но и на береговой охране, переведённой при Киршнерах в состав Министерства внутренней безопасности.

### Корабельно-катерный состав

Флаг береговой охраны

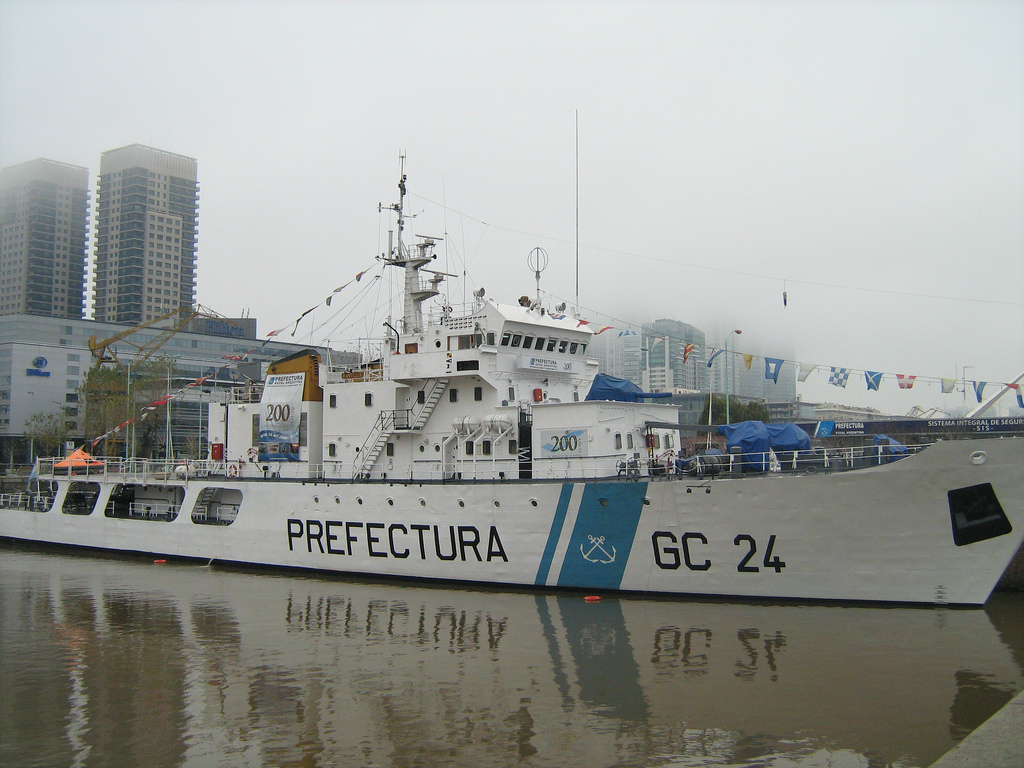
Патрульный корабль «Мантилья»

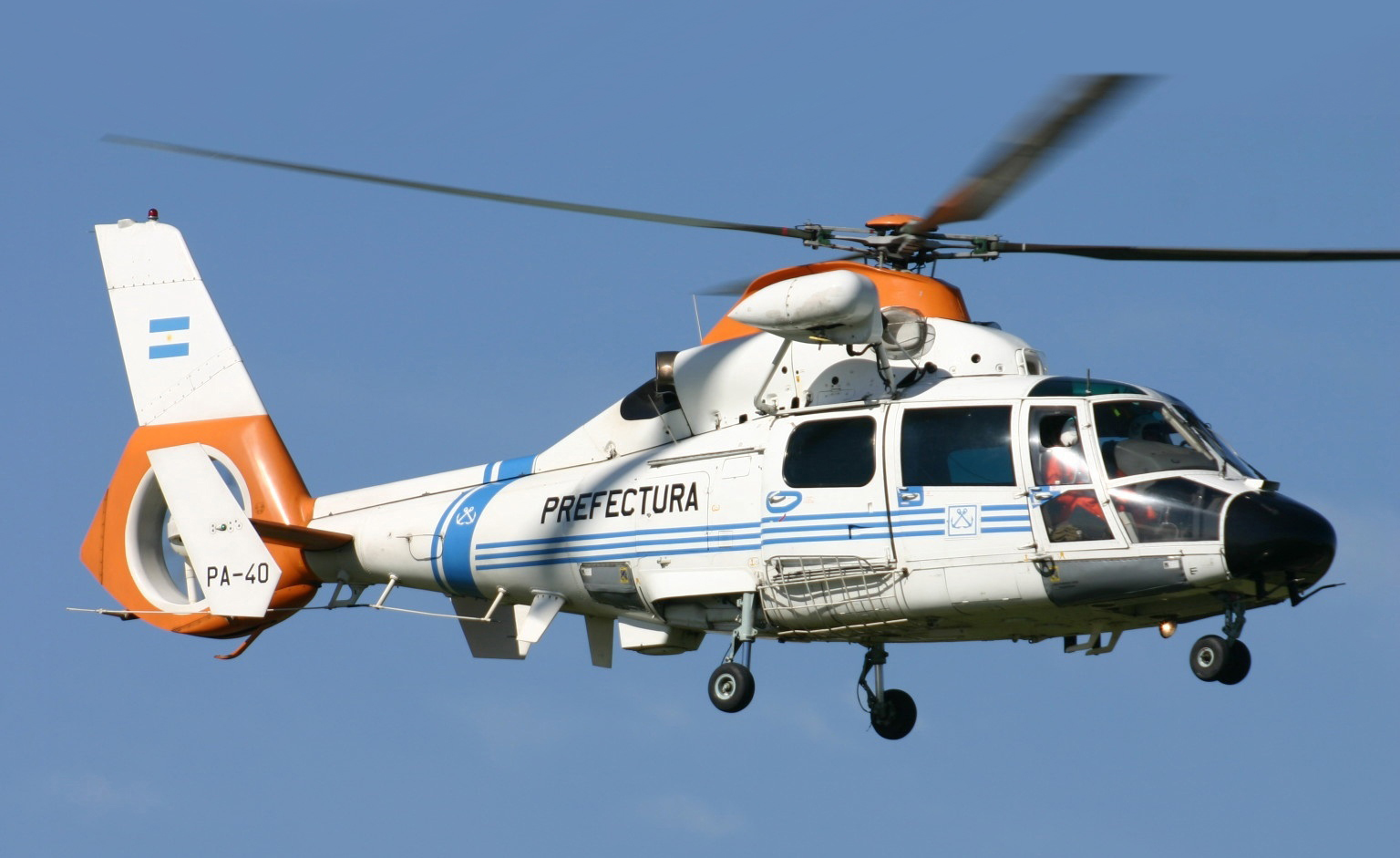
Вертолёт Береговой охраны Аргентины

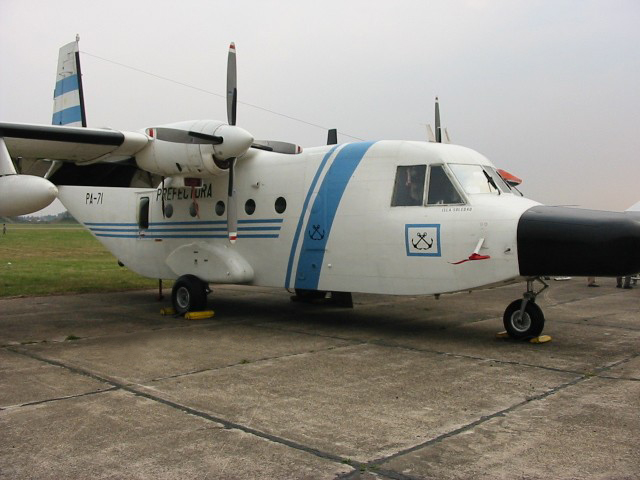
Самолёт Береговой охраны Аргентины

Имеет в своем составе пограничные патрульные корабли и катера, предназначенные для несения службы на морях, реках и озёрах.
Основными из них являются:
- авианесущие (1 вертолёт) корабли типа «Мантилья»:
  - Doctor Manuel Mantilla (GC-24)
  - Azopardo (GC-25)
  - Thompson (GC-26)
  - Prefecto Fique (GC-27)
  - Prefecto Derbes (GC-28)
- Delfín (GC-13)
- катера типа Z-28 (Мар-дель-Плата) немецкой постройки Blohm + Voss.
  - от GC-64 до GC-83 (два последних потеряны в Фолклендской войне)
- катера типа Stan Tender 2200 голландской постройки Damen
  - GC-122, 123, 124, 125, 129, 130, 150, 151
- катера типа Stan Tender 1750 (Damen, Нидерланды)
  - GC-118, 119, 133
- катера типа Alucat 1050 (Damen, Нидерланды)
  - GC-137, 138, 139, 143, 144, 145, 146, 147, 148, 149

и по крайней мере 50 других катеров водоизмещением в 8-15 тонн.
Кроме того, имеются научно-исследовательские, сервисные и вспомогательные суда (в том числе яхты):
- Dr. Bernardo Houssay (MOV-1)
- Tango (SB-15)[12]
- Recalada (DF-19)[13].

и другие.

## Префикс кораблей и судов
Корабли и суда береговой охраны Аргентины имеют префикс PNA (исп. Prefectura Naval Argentina — Военно-морская префектура Аргентины).